# First Monday
First Monday – czasopismo online open access poświęcone Internetowi, założone w Danii w 1995 roku, wydawane przez Munksgaard. Od 1995 r. redaktorem naczelnym jest Edward J. Valauskas. W grudniu 1998 roku serwer został przeniesiony z Kopenhagi do Chicago (University Library of Illinois at Chicago). "First Monday" publikuje artykuły naukowe na temat Internetu i technologii z nim związanych. Czasopismo ukazuje się w pierwszy poniedziałek miesiąca.